# 2nd Virginia Infantry
Deuxième régiment d'infanterie de volontaires de Virginie
Le 2nd Virginia Volunteer Infantry Regiment (deuxième régiment d'infanterie de volontaires de Virginie) est un régiment d'infanterie régiment levé dans ce qui est actuellement la Virginie-Occidentale pour servir dans l'armée des États confédérés pendant la guerre de Sécession. Il combat en tant que composante de la brigade de Stonewall, surtout avec l'armée de Virginie du Nord.

## Service

### Organisation
Le 2nd Virginia est organisé à Charles Town en avril 1861, puis part à Harper's Ferry pour se saisir de l'arsenal. L'unité est accepté dans le service confédéré en juillet. Ses compagnies proviennent des comtés de Clarke, Frederick, Floyd, Jefferson, et Berkeley. Il fait partie de la brigade de Stonewall et sert sous les ordres des généraux T. J. Jackson, R. B. Garnett, Winder, Paxton, J. A. Walker, et W. Terry.
Parmi les compagnies du régiment, on trouve :
- Compagnie A - « Jefferson Guards » (gardes de Jefferson)[1](p78)
- Compagnie B - « Hamtramck Guards » (gardes de Hamtramck)[1](p64)
- Compagnie C - « Nelson Guards » (gardes de Nelson)[1](p107)
- Compagnie D - « Berkeley Border Guards » (gardes de la frontière de Berkeley)[1](p14)
- Compagnie E - « Hedgesville Blues » (bleus d'Hedgesville)[1](p66)
- Compagnie F - « Winchester Riflemen » (fusiliers de Winchester)[1](p165)
- Compagnie G - « Botts Greys » (gris de Botts)[1](p17)
- Compagnie I - « Clarke Riflemen » (fusiliers de Clarke)[1](p32)
- Compagnie K - « Floyd Guards » (gardes de Floyd)[1](p53)

### Service détaillé
Le 2nd Virginia combat lors de la première bataille de Bull Run, la seconde bataille de Bull Run, la première bataille de Kernstown, et la bataille de Jackson, la campagne de la vallée. Il continue à se battre avec l'armée de Virginie du Nord, de la bataille des sept jours à celle de Cold Harbor, sauf pendant la campagne du Maryland quand il est détaché à Martinsburg comme garde de la prévôté. Plus tard, l'unité participe aux opérations d'Early dans la vallée de la Shenandoah et à celles d'Appomattox.

## Pertes
Il est rendu compte de 90 blessés à la première bataille de Kernstown, 25 à Cross Keys et Port Republic, 27 à Gaines' Mill, et 77 à la deuxième bataille de Bull Run. Le régiment perd 2 tués et 19 blessés à Fredericksburg, a 8 tués et 58 blessés à Chancellorsville, et a environ huit pour cent des 333 engagés à Gettysburg mis hors de combat. Le 9 avril 1865, il se rend avec 9 officiers et 62 hommes. Un mort notable du régiment est le soldat John Wesley Culp, qui est tué sur la ferme de ses oncles à Gettysburg (Culp's Hill)

## Commandement
Ses officiers supérieurs sont les colonels James W. Allen, Lawson Botts, et John Q. A. Nadenbousch ; les lieutenants-colonels Raleigh T. Colston, Francis Lackland, et William W. Randolph ; et les commandants Francis B. Jones, Edwin L. Moore, et Charles H. Stewart.
Le docteur Hunter McGuire, qui finira par devenir chef chirurgien du deuxième corps, amputant le bras de Stonewall Jackson après Chancellorsville, et la jambe d'Isaac Trimble après Gettysburg, ainsi que l'un des fondateurs de la société médicale de Virginie et un président de l'association médicale américaine, s'engagé d'abord comme soldat dans la compagnie F.